# Epicauta intermedia
Epicauta intermedia es una especie de coleóptero de la familia Meloidae.

## Distribución geográfica
Habita en Colombia.